# Bradley Nowell
Bradley James Nowell (22 de febrero de 1968-25 de mayo de 1996) fue un músico estadounidense, cantante y guitarrista de Sublime. A los 28 años, poco antes de la salida del tercer álbum de la banda (debut en una multinacional de Sublime), Nowell falleció como resultado de una sobredosis de heroína.

## Biografía
Bradley nació el 22 de febrero de 1968 en Long Beach, California. Nació con la TDAH (Trastorno por déficit de atención con hiperactividad) y le fue recetado Ritalin. Su madre, Nancy Nowell-Watilo era música y su padre, Jim Nowell era artista de folklore. Su hermana se llamaba Kellie. Era muy inteligente y fue un buen estudiante obteniendo buenas notas en el colegio. El año 1978 a los 10 años sus padres se divorciaron, marcado una etapa importante de su vida. Vivió con su madre durante 4 años en Orange County, pero después, en 1981, se iría a vivir con su padre y su madrastra.
A los 11 años tuvo la oportunidad de viajar a las raíces del Reggae como joseth piña , Islas Virginias, donde descubrió sus raíces musicales, las que se demuestran en sus trabajos como músico. A los 12 años tuvo su primera guitarra y comenzó a tocar. Bradley podía pasar horas tocando y cantando con su familia. Poseía la gran habilidad de reproducir canciones en guitarras con haberlas escuchado tan solo una vez. Creció escuchando Punk Rock y Ska británico, una de sus bandas favoritas era Circle Jerks. A los 13 años formó su primera banda llamada Hogans Heroes. En el año 1986, a la edad de 18 años, Brad se gradúa de la Wilson High School en Long Beach, California. Después asistió a la University of California, Santa Cruz, donde duró solo un semestre por su pasión por la música.
A temprana edad empezó a consumir marihuana. Años después, en 1993, previo al lanzamiento del segundo disco Robbin' the Hood, Bradley comenzó a consumir heroína, frustrado por la negativa de las grandes compañías disqueras. Brad sabía muy bien sobre los daños del consumo de heroína, donde expresa su miedo en la canción "Pool Shark" ("Take it away but I want more and more/One day I'm going to lose the war"). Después siguió con el consumo para no perder la inspiración para su creación musical.
En 1994 Brad conoció a Troy Den Dekker con quien empezó a salir durante meses y en septiembre del mismo año, Troy se embarazó. Con este suceso, Bradley quiso limpiar su pasado de drogas y empezar una vida nueva para su pareja e hijo. Para el nacimiento de James Jakob Nowell en junio de 1995, Brad recayó en su consumo. Brad y Troy se casaron el 19 de mayo de 1996 cuando su hijo tenía solamente 11 meses de edad. Brad siempre demostró mucho orgullo y felicidad por su hijo.
Se pudo ver a Bradley compartiendo escenario con Gwen Stefani y su banda No Doubt así como colaboraciones mutuas; Gwen trabajó en la canción "Saw Red" del álbum "Robbin' the Hood", mientras que Brad aparece en la canción "Total Hate '95" del disco "Beacon Street Collection".
La portada del disco homónimo "Sublime" de 1996, es un tatuaje del nombre de la banda en la espalda de Bradley.

## Carrera con Sublime
En 1988, Brad fundó una banda llamada Sublime con el bajista Eric Wilson y el baterista Floyd "Bud" Gaugh, quienes se habían conocido mientras asistían al Cal State Long Beach. En sus inicios Sublime fue conocida como "una banda de garaje punk que a nadie le gustaba, pero todos querían que tocaran en sus fiestas". La banda se hizo popular tocando en locales y fiestas, y en ocasiones tocando gratis por cervezas. Con el tiempo, Sublime se volvió una de las bandas más populares del sur de California, principalmente en la CSULB (California State University at Long Beach).
En 1988 Brad Nowell y Michael "Miguel" Happoldt, quienes eran compañeros en la CSULB, crearon Skunk Records (según una fuente por la mezcla Ska + Punk = Skunk; según otra por un tipo de marihuana), la disquera con la que las primeras grabaciones de Sublime fueron realizadas y distribuidas, así como también algunas grabaciones de la banda de Miguel, The Ziggens. Las casetes demo de la banda eran vendidos en sus conciertos y unas cuantas tiendas de discos locales. Años después, Sublime produjo su primera grabación en estudio: Jah Won't Pay the Bills, lanzada en 1991. Además de Sublime, Skunk Records apadronó muchas bandas como Long Beach Dub All-Stars, Slightly Stoopid, Hedpcat, entre otros.
"40oz. to Freedom" y "Robbin' the Hood" fueron grabados por Skunk Records, además de variados bootlegs y grabaciones extras. Un día, un hombre llamado Tazy Phillipz llevó una copia del álbum "40oz. to Freedom" a la estación de radio KROQ en California y pidió que la canción "Date Rape" fuera incluida en el repertorio. La canción se convirtió rápidamente en un hit y la MCA Records se encargó de distribuir el álbum en todo el territorio nacional, marcando altos puntos en la Billboard Heetseekers Chart.
Después de esto, los fanes empezaron a criticar a Brad y Sublime pensando que se estaban vendiendo y si hacían todo por el dinero. Bradley respondió con una nota para promocionar shows (We're Not Selling Out) dejando claro que Sublime no se estaba vendiendo.

## Lou Dog
En 1989 Brad consiguió un perro dálmata, al cual llamó Lou Dog (Louie Dog) en honor a su abuelo Louie Nowell. El perro llegó a convertirse en la mascota e integrante de Sublime, donde se le pudo ver arriba del escenario en las presentaciones en vivo, ladrando para la canción "Waiting for my Ruca", portada de discos y ser punto referencial para las composiciones líricas de Brad (en Garden Groove: "We took this trip to Garden Grove/It smelled like Lou Dog inside the van". En What I Got: "Livin' with Louie Dog's the only way to stay sane" "I've got a dalmation and i can still get high", hasta, en la última canción de 40 Oz. To Freedom (Untitled Track, conocida como Thanx o Thank's Dub) en el que agradece durante 4 minutos, se puede escuchar un agradecimiento a su perro ("To Tobi Dog <silbido> To Louie Dog, to Matt Dog")
En el disco "Firecracker Lounge" se puede escuchar la canción "Lou Dog Went to the Moon" como cover de la canción de Camper Van Beethoven "The Day That Lassie Went To The Moon". Esto después de haberse perdido por una semana a principios de los '90.
Lou Dog murió el 17 de septiembre de 2001.

## Muerte
El 25 de mayo de 1996, tras haber tocado en un show en Petaluma, Bud encontró a Bradley tirado con una Big Mac en la mano y patatas fritas dispersas por la habitación del motel San Francisco's Ocean View que compartía con él, las cuales presentaban alteraciones relacionadas también con su muerte. Bradley Nowell de 28 años había muerto de una sobredosis de heroína junto a su leal perro Lou, mascota de la banda.
Fue incinerado y sus cenizas fueron esparcidas en su centro de surf favorito, Surfside. Existe una lápida en su memoria ubicada en Westminster Memorial en Westminster, California, donde año tras año, acuden fanes y dejan recuerdos y regalos simbólicos.
La última actuación de Brad tuvo lugar en el Phoenix Theatre en Petaluma, California (no se tiene registro audiovisual, solo una grabación casera; se dice que esta grabación es una de las más controvertidas de toda la historia de la música). Bradley subió completamente drogado al escenario.
Lamentablemente la muerte de Brad aconteció sólo unos meses antes del lanzamiento de su disco homónimo el 30 de julio de 1996, "Sublime", originalmente llamado "Killin' It", pero, por evidentes razones personales, se decidió cambiar de nombre.
Con la muerte de Brad, el resto de los integrantes decidió terminar con Sublime y durante más de 10 años sólo se comercializaron discos recopilatorios de la banda, donde se muestran trabajos inéditos, shows en vivo, etc.
Esta situación terminó en 2009, cuando un amigo en común que compartían Bud y Eric les presentó a los supervivientes de Sublime un chico de unos veinte años llamado Rome Ramírez. Tras varios ensayos con Bud y Eric, formaron la banda Sublime with Rome, y siguen en activo actualmente.
En julio de 2011, Sublime With Rome sacó al mercado su primer disco, Yours Truly, con un estilo reggae moderno.

## Influencias y legado
En Sublime se pueden escuchar varias versiones y samplers de artistas de variadas escuelas musicales. Desde canciones acústicas de Bob Marley y versiones de Peter Tosh y Half Pint hasta covers de Descendents y Bad Brains. Brad se inspiró mucho en las raíces del reggae para sus creaciones personales. Usó muchos samplers de artistas Hip Hop para la composición de canciones. Además, junto con los integrantes de la banda, fue capaz de mezclar hip hop, punk, reggae, dub, ska, entre otros estilos musicales.
Sublime utilizó ritmos, acordes, letras, samplers, etc. de variados artistas para incluirlas en sus composiciones, por lo que en ocasiones tuvo problemas legales para la distribución de este tipo de material. En los bootleg de Sublime se puede apreciar su creación musical basada en el género Dub. De hecho, Sublime es reconocida como una de las bandas más importantes de la nueva ola del Dub Californiano.
El año 2005 se grabó un disco tributo a Sublime llamado "Look At All The Love We Found - A Tribute To Sublime", en el que se pueden escuchar participaciones de No Doubt, The Ziggens, Fishbone, Pennywise, entre otros artistas.

## Curiosidades con Sublime
El significado del disco "40 Oz. to Freedom" alude a un juego de palabras que inventó Ismael Joseth Velázquez Piña, gran fan de Sublime , en donde 40 oz. equivale a 1 litro de líquido (botella de cerveza).
En el bootleg en vivo FireCracker Lounge, Brad hace un cover de la canción "The Day That Lassie Went To The Moon" de Camper Van Beethoven, cambiando el nombre por "Lou Dog Went to the Moon" debido a la desaparición que protagonizó Lou a principios de los '90. En el video Sublime — Stories, Tales, Lies, & Exaggerations, Troy Nowell (su exmujer) cuenta que Brad lloró por una semana hasta que su perro apareció nuevamente.
La persona que aparece en la portada del disco Robbin' the Hood es Opie Ortiz, amigo de la banda quien también aparece en el video de la canción STP del mismo disco.
El significado del disco "Robbin` the Hood" alude a cómo la banda conformó este álbum y la estructura de éste, queriendo decir en otras palabras la esencia "Rub a Dub" de tomar y usar para las creaciones.
La cinta encontrada de Raleigh Theodore Sakers fue usada para realizar los 3 soliloquios del disco Robbin' the Hood y también como intro de varias canciones, como "Greatest Hits Extended" y "I Ain't No Prophet (cover de Slightly Stoopid) del disco BumS Lie - The Psycho Semantic Police y en "Hope" del bootleg "One In A Million".
La canción "Foreman Freestyle" lleva ese nombre por el músico Todd Foreman, quien interpreta un solo de saxofón.
En la canción Miami, usan un sampler con la voz del rapero "KRS-One" de un monólogo de él, donde dice "Can you stand the rain".
En el disco FireCracker Lounge, Bradley toca una canción cover The Ziggens llamada Big Salty Tears.
En el bootleg BumS Lie - The Psycho Semantic Police, algunas canciones tiene de intro samplers de Old Time Gangster. De hecho, en la canción "Smoke two Joints" usan de sampler parte de la canción JustIce / DJ's.
El nombre del disco bootleg "Sinsemilla" es el significado de un tipo de marihuana, específicamente de las plantas hembras que no han sido polinizadas (las que contienen la mayor cantidad de THC).
El año 2007, Matt Maguire & heLTa crean un disco recopilatorio de Sublime llamado "Rewind Selector" con tan solo 56 canciones. Hasta la fecha el disco supera las 100 canciones en donde se dan a conocer todas aquellas canciones de la banda en las que tomaron como influencia samplers, hicieron covers y se muestran todos los artistas a los que Sublime tomó parte de sus canciones para sus creaciones. Artistas como Peter Tosh, Half Pint, Bad Religion, Bob Marley and The Wailers, Descendents, Toots and the Maytals, Minor Threat, The Ziggens, UB40, Falling Idols, Bad Brains entre otros. Heidi Sigmund Cuda refiriéndose a Brad y Sublime, dijo "He left all the clues behind for people to figure it out on their own..." ("Él dejó claras todas las pistas para que la gente supiera todo lo que tenían...").